# Kościół św. Wojciecha Biskupa i Męczennika w Książu Wielkim
Kościół świętego Wojciecha Biskupa i Męczennika – rzymskokatolicki kościół parafialny należący do dekanatu wodzisławskiego diecezji kieleckiej.

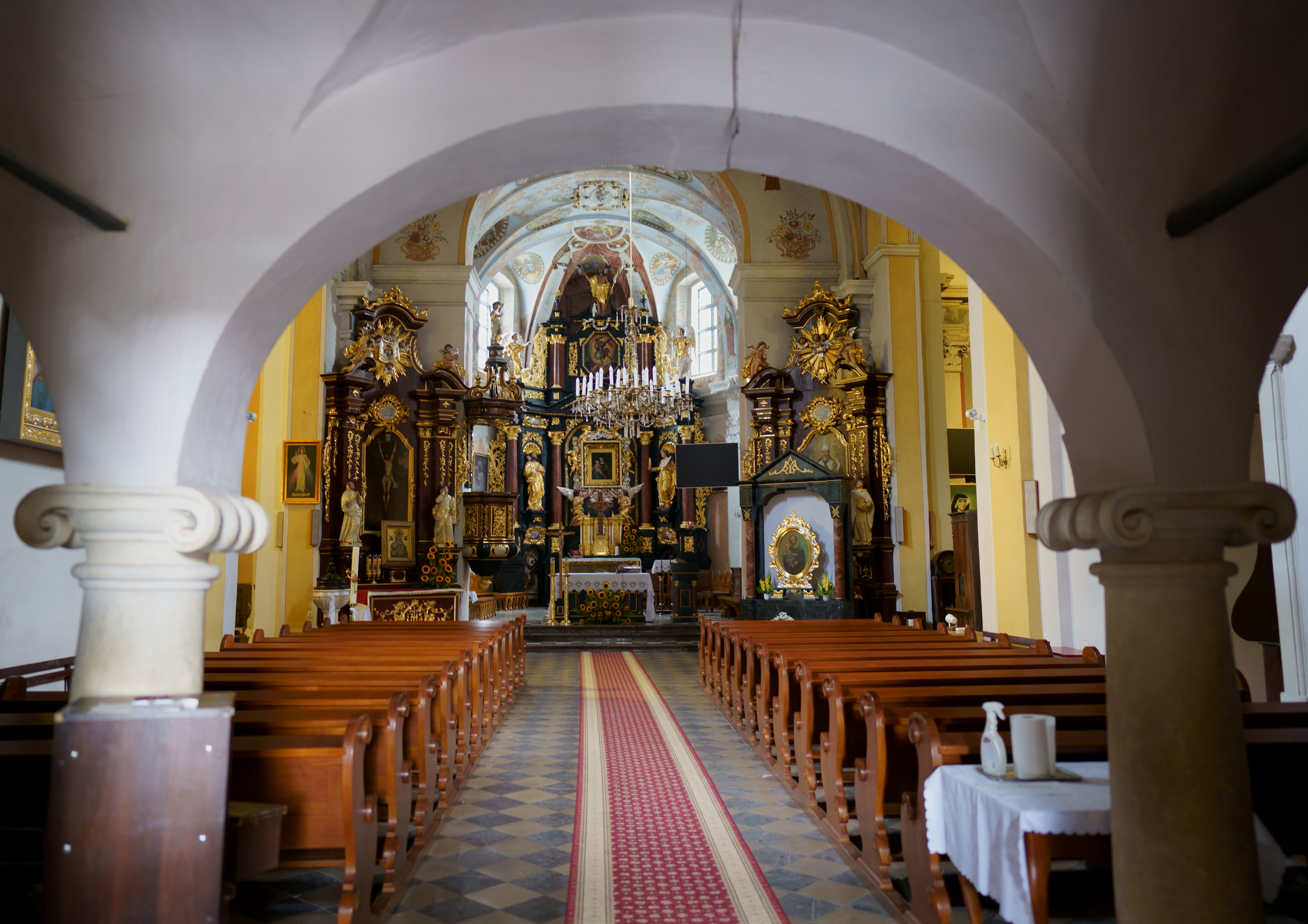
Wnętrze kościoła

Obecna gotycka świątynia parafialna wzmiankowana jest w źródłach już w 1326 roku. Według Jana Długosza murowana świątynia istniała już w II połowie XV wieku. Jest to budowla murowana, posiadająca prezbiterium dwuprzęsłowe zamknięte wielobocznie oraz gotyckie gzymsy. Kościół był rozbudowywany w XVII wieku i na początku XX wieku. Nawa jest szersza, została wzniesiona na planie prostokąta i posiada trzy przęsła. Prezbiterium jest ozdobione stiukami z XVIII wieku. Świątynia posiada barokowe kaplice Matki Bożej Częstochowskiej i św. Anny, a także ołtarze św. Wojciecha z 1777 roku, Chrystusa Ukrzyżowanego z 1778 roku. W 1904 roku została dobudowana kaplica Matki Bożej Anielskiej. W barokowym ołtarzu głównym znajduje się słynący łaskami renesansowy obraz Matki Bożej Pocieszenia wykonany w XVI wieku przez nieznanego artystę i namalowany na trzech lipowych deskach. Madonna z Dzieciątkiem na głowie ma delikatny czepiec i ubrana jest w czerwoną suknię oraz niebiesko-zielony płaszcz. Obraz zasłynął cudami w 1661 roku. W zakrystii z XV wieku znajduje się bogata polichromia z 1765 roku, przedstawiająca byłych proboszczów Książa Wielkiego rozpoczynającą się od 1325 roku.
Świątynia posiada również organy z 1928 roku. wykonane przez kaliską firmę Stanisława Krukowskiego. Dotrwały również do dziś trzy płyty nagrobne przedstawicieli rodu Tęczyńskich wykute w czerwonym marmurze z XVI wieku.